# Drei-Monarchen-Treffen

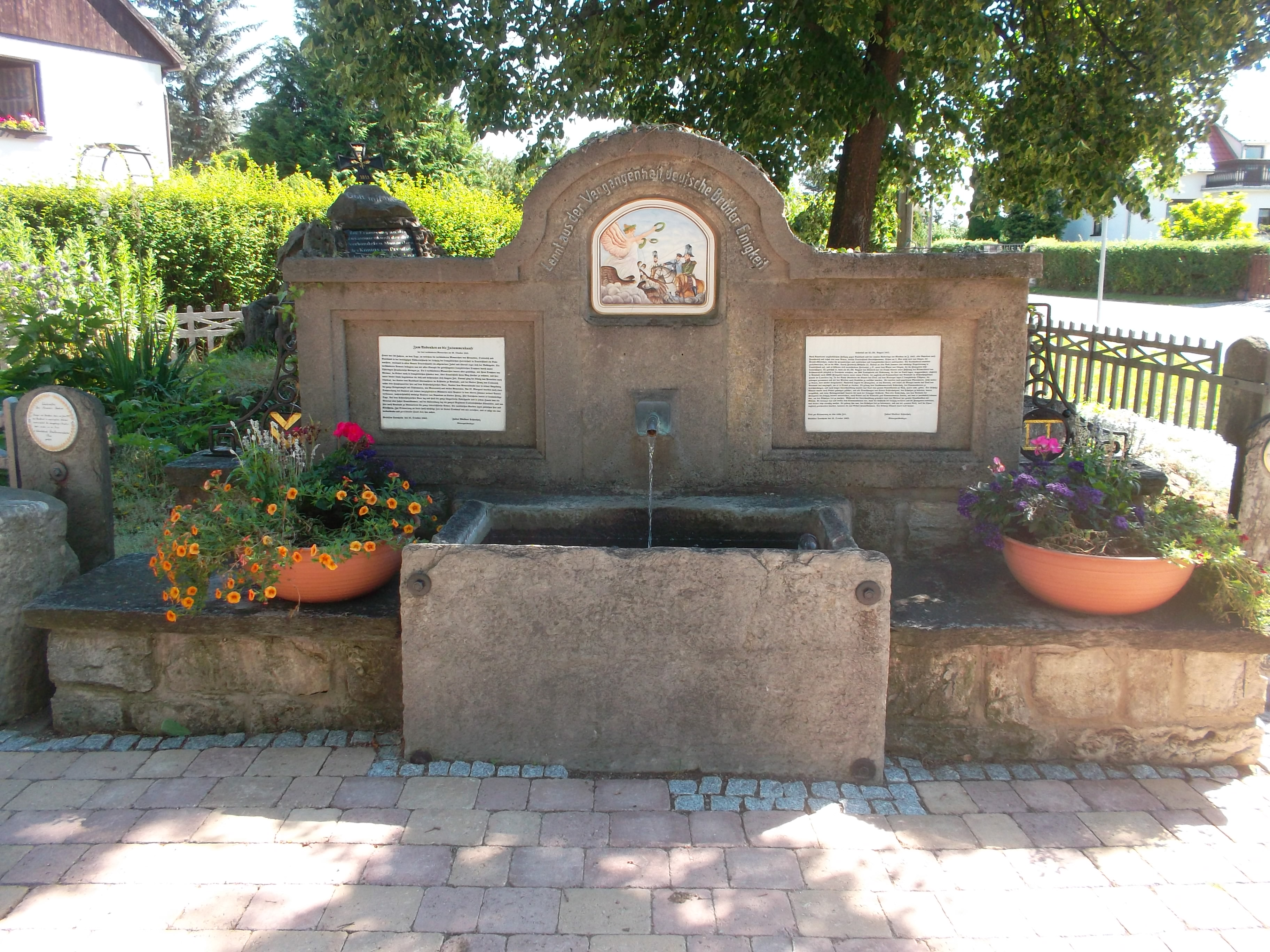
Die Drei-Monarchen-Gedenkstätte am Ortsrand von Dornheim

Das Drei-Monarchen-Treffen fand am 26. Oktober 1813 in Dornheim in Thüringen im heutigen Ilm-Kreis statt.
Nach der Völkerschlacht bei Leipzig trafen sich unter einer Linde am östlichen Ortsausgang von Dornheim folgende Monarchen:
- Zar Alexander I. aus Russland
- König Friedrich Wilhelm III. aus Preußen
- Kaiser Franz I. aus Österreich

Diese drei verbündeten Staatsoberhäupter trafen sich zu einer militärpolitischen Beratung über das weitere Vorgehen gegen die Truppen Napoleons. Der österreichische Kaiser übernachtete im Dornheimer Rittergut bei Christian Gottfried Schierholz. Das österreichische Heer lagerte zwischen Dornheim und Arnstadt, die russische Garde biwakierte zwischen Dornheim und Kirchheim.
An das Treffen erinnert das „Drei-Monarchen-Denkmal“ in Dornheim. Es wurde 1863 errichtet, 1913 erweitert, verfiel zur Zeit von SBZ und DDR und wurde 1991 von engagierten Bürgern wiederhergestellt. Auch wurde eine neue Linde gepflanzt.
Nach Recherchen von Jürgen Frey aus dem Jahr 2013 kann der preußische König am 26. Oktober 1813 nicht in Dornheim gewesen sein, sodass es sich nur um ein „Zwei-Monarchen-Treffen“ gehandelt hätte. Für möglich gehalten wird dagegen eine Teilnahme des preußischen Kronprinzen, des späteren Königs Friedrich Wilhelm IV.